# Oligia grandis
Oligia grandis là một loài bướm đêm trong họ Noctuidae.